# カン・チャニ
チャニ（朝: 찬희、英: CHA NI）こと、カン・チャニ（朝: 강찬희、英: Kang Chanhee、2000年1月17日 - ）は、韓国の歌手、俳優である。
男性アイドルグループ「SF9」のメンバー。FNCエンターテインメント所属。韓国大田広域市生まれ。
MBTIは、ENFP

## 来歴
幼少期からモデルや子役として活躍しており、SBS-TVバラエティ番組「スターキング」にASTROのムンビンらと「リトル東方神起」として出演した経験がある。2011年からドラマに多数出演し、主人公の子供時代などを演じた。
当初は現Fantagioに所属していたが、その後FNCエンターテインメントのNEOZ SCHOOLで練習生としてレッスンを受けた。
2016年10月5日、男性アイドルグループ「SF9」のメンバーとしてデビュー。
2016年に出演したtvNドラマ『シグナル』ではイ・ジェフン演じるパク・ヘヨンの兄のパク・ソヌというキーパーソンを演じて話題となり、出演シーン集と題した映像が「KCON 2017 JAPAN」でも上映された。
2018年には、韓国で社会現象を巻き起こしたドラマ『SKYキャッスル』に優等生ファン・ウジュ役として出演。そうそうたる俳優たちと一緒に嵐のようなストーリーを引っ張り、ドラマでの熱演によりチャニが所属しているアイドルグループSF9への関心も高まった。
2019年2月から約2年半に渡り「 ショー!K-POPの中心」のMCを務め上げた。
2020年に特別出演したドラマ『女神降臨』では、人気アイドルのチョン・セヨン役を演じOSTにも参加。自身のグループ内でのポジションはメインダンサーでサブラッパーなこともあり、初のボーカル曲ではあったが、チャニの温かいボーカルとドラマの切ないストーリーが相まって、「恋しさ」の音源公開後にはSpotifyのグローバルバイラルチャート1位を獲得し、ファンを驚かせた。
2022年には、ドラマ『シュルプ』で初の悪役を演じ話題を集めた。

## ディスコグラフィー

### OST
- 恋しさ[Starlight]（2021年1月14日） - tvN『女神降臨』OSTに収録[20]
- How Do You Do（2021年2月5日） - tvN『女神降臨』OSTに収録
- Shining Star（2022年5月14日） - WEBドラマ『MIRACLE』OST Part.2
- Forever love（2022年6月4日） - WEBドラマ『MIRACLE』OST Part.5
- Milky Way（2022年6月11日） - WEBドラマ『MIRACLE』OST Part.6（チャニ、フィヨン、カン・ミナ）

## 出演

### ドラマ
- 善徳女王（2009年、MBC）- 花郎 役[21]
- 怪しい三兄弟（2010年、KBS2）
- 私の心が聞こえる?（2011年、MBC） - ドンジュの少年時代 役[6]
- 天上の花園（朝鮮語版）（2011年、Channel A） - シン・スンウ 役[22]
- 花ざかりの君たちへ For You In Full Blossom（2012年、SBS）
- 優しい男（2012年、KBS2） - マルの少年時代 役[23]
- 女王の教室（2013年、MBC）[5]
- 華政（2015年、MBC） - ジャギョンの少年時代[5]
- シグナル（2016年、tvN） - パク・ソヌ 役[5][6]
- Coffee House 4.0（2018年、AMRIN TV HDチャンネル34）[24]
- SKYキャッスル～上級階級の妻たち～（2018年 - 2019年、JTBC） - ファン・ウジュ 役[25][26]
- 思いどおりにする恋愛（2020年、WEB）- ユン・ダン 役[27]
- 一度行ってきました（2020年、KBS2）- ジウォン 役（特別出演）[28][29][30]
- 女神降臨 (2020年、tvN) - チョン・セヨン 役（特別出演）[31]
- 君がくれた恋の詩～カシリイッコ～ (2021年、Seezn,SKY) - 主演：パク・ヨン 役[32]
- ジンクス（2021年、KakaoTV）- 主演：ギュハン 役[33]
- イミテーション（2021年、KBS2）- ウンジョ 役[34][35]
- MIRACLE（2022年、wavve）- 主演：ルイス役[36]
- シュルプ (2022年、tvN) - ウィソン君 役[37]
- 春画恋愛物語 (2025年、TVING)  [38][39]

### 映画
- グッバイ・シングル（朝鮮語版）（2016年） - ヒョンビン 役
- 王様の事件手帖（朝鮮語版）（2017年） - 幼少期の睿宗 役
- 創刊号（2019年） - 主演：ヒョンジュン 役
- ホワイトデー:鬼滅の退魔学校（2021年） - 主演：ヒミン 役[40]
- SSUL（2021年）- 主演：ジョンソク 役[41][42]
- メソッド演技（未定）- チョン・テミン 役[43]
- 당신의 모든 것（未定）

### バラエティ
- 巣から脱出シーズン3（2018年）[44]
- ハッピートゥゲザー4（2019年）[45]
- みんなのキッチン（2019年、O'live TV）[46]
- 空腹者たち（2019年、MBC）[47]
- お姉さんのサロン（2019年、MBC）[48]
- バトルトリップ（2020年、KBS 2TV）[49]
- 知ってるお兄さん（2020年、JTBC）[50]
- ラジオスター（2021年、MBC）[51]
- ナラッマル（韓国語）先生（2021年、SBS FiL）[52]
- KBS芸能大賞2022（2022年12月24日、KBS）- MC[53]
- 乗り換え恋愛3（2024年1月～、TVING）- ゲスト
- 深夜怪談会シーズン4（2024年7月7日、MBC）- 第3回ゲスト

### 音楽番組
- ショー!K-POPの中心 （2019年2月16日 - 2021年7月17日、MBC）- MC[54][55][56][57]
- ショー!K-POPの中心（2021年02月20日、MBC）- スペシャルステージ「恋しさ」[58]
- MBC歌謡大祭典2021（2021年12月31日、MBC）- スペシャルステージ「Snow Prince」SS501[59]
- ショー!K-POPの中心（2022年01月15日、MBC）- スペシャルMC
- ショー!K-POPの中心（2023年03月11日、MBC）- 第800回スペシャルMC[60]

### ラジオ
- 正午の希望曲、キム・シニョンです（2020年、MBC FM4U）[61]
- イ・ジュンのヤングストリート（2020年、SBSパワーFM）[62]

### 広告
- JINRO（2021年）[63]

## 雑誌
- 「＠star1」2019年2月号[64]
- 「BEAUTY＋」2019年9月号[65]
- 「COSMOPOLITAN」2019年12月号[66]
- 「Singles」2020年3月号[67]
- 「Y MAGAZINE」2022年04号[68]

## 賞とノミネート

### ノミネート
- 2019年「第14回Soompiアワード 最優秀演技ドル賞」（『SKYキャッスル～上級階級の妻たち～』）
- 2020年「第1回APANミュージックアワード エンターテイナーオブザイヤー」
- 2020年「第20回MBC芸能大賞 バラエティ部門新人賞」（『ショー！音楽中心』）